# パブロ・エルビアス
パブロ・エルビアス・ルイス（Pablo Hervías Ruiz、1993年3月8日 - ）は、スペイン・ログローニョ出身のサッカー選手。クルブ・ボリバル所属。ポジションはミッドフィールダー。

## クラブ経歴
ラ・リオハ州のログローニョに生まれ、2005年にレアル・ソシエダのカンテラに入団した。2011-12シーズンにはBチームデビューを、2013-14シーズンにトップチームデビューを飾った。しかし、トップチームでの出場機会は乏しく、2014-15シーズン以降はCAオサスナやレアル・オビエド、エルチェCFへのレンタルをして経験を積んだ。
2017年7月5日、SDエイバルに完全移籍し、移籍後すぐに2部のレアル・バリャドリードへレンタル移籍をした。バリャドリードではリーグ戦38試合に出場してクラブのプリメーラ昇格に大きく貢献した。レンタルバック後の2018-19シーズンはエイバルに留まったものの、シーズン前半戦を終えた時点でのリーグ戦出場試合数が3試合だったため、後半戦は再びバリャドリードにレンタル移籍をした。
2019年5月4日、バリャドリードと3年契約を結んだ。
2022年8月12日、マラガCFに移籍し、1年契約を結んだ。

## 人物
父親のエロイはCDログロニェスなどでプレーした元サッカー選手であり、現在は審判を務めている。また、弟のルベンも同じくサッカー選手としてスペインアマチュアリーグで活動している。